# Adressfeld

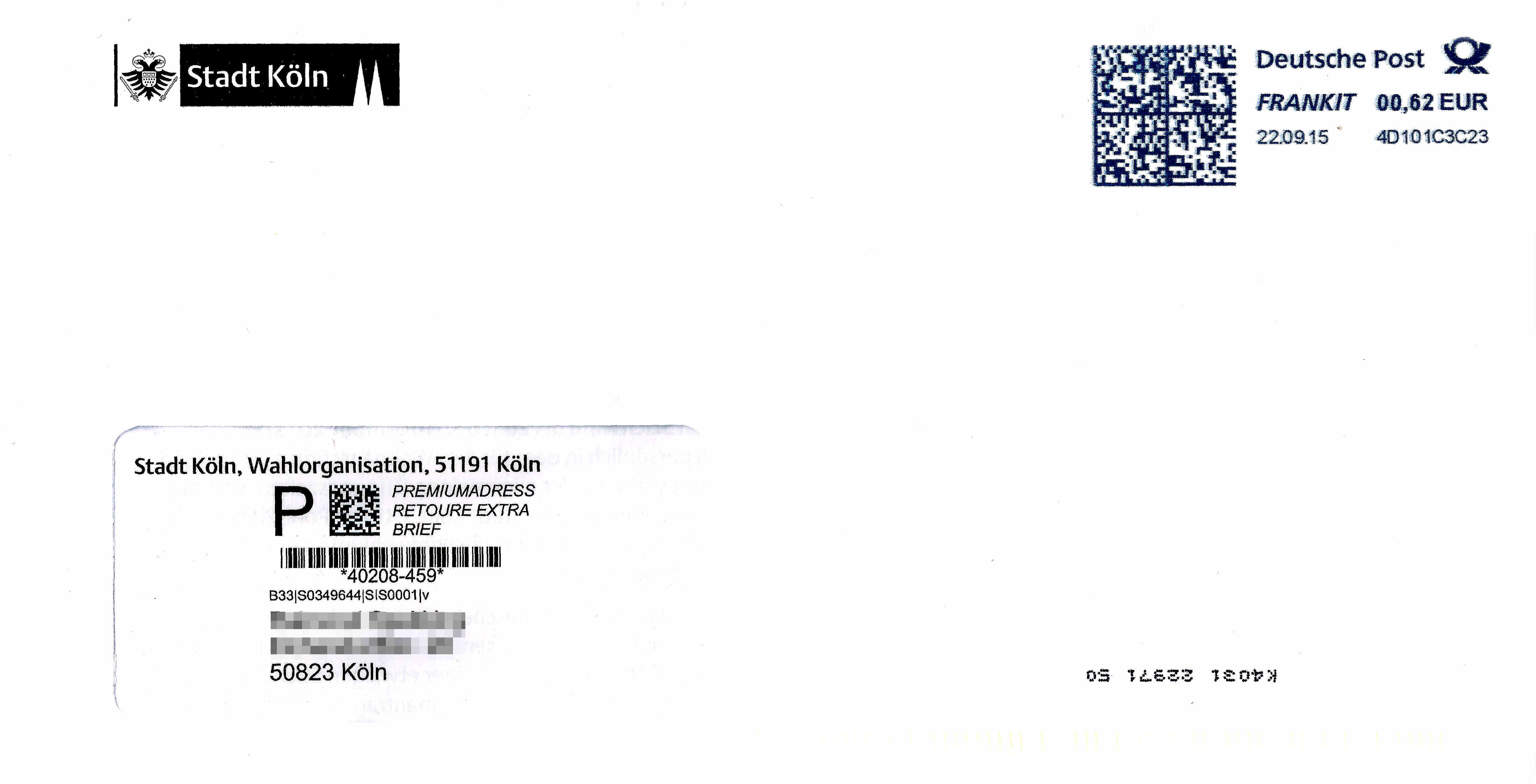
Adressfeld unten links im Fensterbriefumschlag

Das Adressfeld bezeichnet eine normierte Fläche (DIN 5008) auf der ersten Seite eines Geschäftsbriefes, die durch ein Sichtfenster im Kuvert von außen lesbar ist. 
Das Adressfeld ist eine Voraussetzung für die elektronische und maschinelle Bearbeitung großer Briefmengen in Unternehmen und Behörden. Es ist öffentlichen Informationen vorbehalten, die für die postalische Bearbeitung des Briefes benötigt werden. Diese umfassen Angaben zum Absender, Empfänger, Postdienstleister und zum Porto. Informationen zu besonderen Versendungsarten wie z. B. Einschreiben oder Versandverfügungen, wie der Brief durch die Poststelle des Empfängers bearbeitet werden soll, kann der Absender in der Postanschrift unterbringen, die der zentrale Bestandteil des Adressfeldes ist. Zusätzlich können codierte Informationen über die Struktur des Dokumentes im Adressfeld untergebracht werden, z. B. die Anzahl und Reihenfolge der Briefseiten, ob diese ein- oder beidseitig gedruckt werden sollen oder ob Beilagen dem Schreiben zugefügt werden sollen. 
Die Informationen im Adressfeld sind sowohl für die Poststellen des Absenders und des Empfängers als auch für den Postdienstleister und dessen Briefzusteller notwendig, um den Brief gemäß dem Auftrag des Absenders dem Empfänger zuzustellen und dabei das Briefgeheimnis zu wahren. Die postalischen Informationen werden über das Adressfeld fest mit dem Dokument verbunden und ermöglichen damit eine ortsungebundene Bearbeitung des  Briefes oder die Nutzung von Hybrid-Post-Systemen. Sie werden mit dem Dokument archiviert und erhöhen damit die Revisionssicherheit des Vorganges. Die Rückmeldung des Briefdienstleisters, wann und durch welchen seiner Briefzusteller der Brief zugestellt wurde, kann dem Adressfeld zugefügt werden und rundet damit den Vorgang ab.
Das Adressfeld ist auf der ersten Seite eines Briefes platziert und hält einen Abstand von mindestens 1,5 cm vom linken und 4 cm vom oberen Briefrand. In diesem Feld sollten keine Informationen über den Inhalt des Briefes aufgebracht werden, da über das Sichtfenster die Wahrung des Briefgeheimnisses nicht gewährleistet ist.